# Первомайское (Мендыкаринский район)
Первомайское (каз. Первомай) — село в Мендыкаринском районе Костанайской области Казахстана. Административный центр Первомайского сельского округа. Код КАТО — 395657100.

## Население
В 1999 году население села составляло 2378 человек (1157 мужчин и 1221 женщина). По данным переписи 2009 года, в селе проживало 2217 человек (1043 мужчины и 1174 женщины). По данным переписи 2021 года, в селе проживало 1873 человека (920 мужчин и 953 женщины).